# Pierre Abelin
Pour les articles homonymes, voir Abelin.
Pierre Abelin, né le 16 mai 1909 à Poitiers (Vienne) et mort le 23 mai 1977 à Poitiers (Vienne), est un homme politique français.

## Biographie

### Jeunesse et études
Il est le fils d'Armand Abelin, professeur à Poitiers et de Marguerite Chevalier. Il effectue des études juridiques dans les facultés de droit de Poitiers et de Paris. Il est aussi diplômé de l'École libre des sciences politiques. Il obtient un doctorat en droit.

### Parcours professionnel
Il est secrétaire en 1931 du maréchal Lyautey.
Il fait ensuite du commerce lié aux colonies, et est directeur de sociétés. Au début de la Seconde Guerre mondiale, il est agent de liaison auprès de la 51e légion britannique. De retour à la vie civile, il est simultanément directeur de l’Union française des industries exportatrices et du Comité d'exportation de l'industrie cotonnière.
Il est directeur du Groupement national d'importation des cacaos et délégué général de la Chambre syndicale des chocolatiers et confiseurs. Il anime pendant la guerre le Comité d'organisation des cacaos, chocolaterie et confiserie créé par le Gouvernement de Vichy. Il fait partie aussi du réseau de Résistance intérieure du groupe de la rue de Lille d'Émilien Amaury.
À partir de 1945, il ajoute à ses activités la politique. Il rejoint le Mouvement républicain populaire (MRP) à sa création, et se montre un partisan de la Troisième Force, opposé au RPF du général de Gaulle. Conseiller municipal de Poitiers, en mai 1945, il devient aussi député. De 1945 à 1947, il est nommé membre du Comité directeur du journal La tribune économique. Sa carrière ministérielle débute en 1947.
Il devient conseiller municipal à Châtellerault en 1953, puis maire en 1959. En 1956, il devient président de l'Association de l'industrie et de l'agriculture française. En mars 1959, il devient président de la Compagnie du chemin de fer franco-éthiopien de Djibouti à Addis Abeba en remplacement de Charles Michel-Côte. Il reste administrateur de l'entreprise lorsqu'elle devient de droit éthiopien en 1960,.
Son épouse Geneviève Terrat-Branly est morte en 2003.
Les papiers personnels de Pierre Abelin sont conservés aux Archives nationales sous la cote 586AP

## Fonctions et mandats

### Fonctions ministérielles
- novembre 1947, juillet et septembre 1948 : Secrétaire d’État à la Présidence du Conseil chargé de la coordination des services du Commissariat au Plan, de l’Information et des relations avec le Parlement dans le gouvernement Schuman I et Schuman II
- septembre - décembre 1952 : Secrétaire d’État aux Finances dans le gouvernement Pinay
- mars 1955 - février 1956 : Secrétaire d’État aux affaires économiques dans le gouvernement Faure II[6]
- 27 mai 1974 - 12 janvier 1976 : Ministre de la Coopération dans le gouvernement Chirac I[7]

### Mandats et fonctions parlementaires
- 1945 - 1958 : Député MRP de la Vienne
- 1957 - 1958 : Président de la commission des affaires économiques de l’Assemblée nationale
- 1962 - 1974 : Député MRP de la Vienne
- 1973 - 1974 : Vice-président de l’Assemblée nationale

### Mandats locaux
- mars 1959 - mai 1977 : Maire de Châtellerault (remplacé par son épouse Geneviève Abelin à son décès)[8]
- 1964 - 1973 : Conseiller général du canton de Châtellerault
- 1973 - 1977 : Conseiller général du canton de Châtellerault-Nord
- 1967 - 1977 : Président du conseil général de la Vienne

### Responsabilités partisanes
- 1963 - 1966 : Président du groupe Centre démocrate à l’Assemblée nationale
- 1966 : Membre du comité directeur du Centre démocrate
- à partir de 1967 : Secrétaire général du Centre démocrate puis membre du groupe Progrès et démocratie moderne[9],[10]